# Thomas G:son
Thomas G:son, pseudonimo di Thomas Gustafsson (Skövde, 25 febbraio 1968), è un compositore, musicista e produttore discografico svedese.

## Carriera
Fa parte del gruppo hard rock Masquerade come chitarrista negli anni '90.
Come autore musicale, è conosciuto per aver scritto e/o prodotto 90 canzoni presenti alle finali dell'Eurovision Song Contest per diversi Paesi, soprattutto scandinavi e la Spagna. 
Di queste, 12 sono arrivate all'ESC (tre attraverso il Melodifestivalen), e una di queste, Euphoria di Loreen, ha vinto l'Eurovision Song Contest 2012.